# Godstog afsporet i Glumsø
Godstog afsporet i Glumsø 19. april 1989.
Tog 845764 kørte under indkørsel på Glumsø Station ind på B-sporet (sidesporet) gennem det nøgleaflåsede sporskifte S1/S2.
Lokomotivet – MZ 1461 – og forreste vogn afsporedes først efter at være kørt over den lave sporstopper for enden af sporet. Forinden havde lokomotivet påkørt en trolje og en vogn med pålæsset skurvogn. I toget afsporedes yderligere 6 vogne. En containerbærevogn med to containere med vin blev totalskadet og vinen lækkede!
Det kunne ved undersøgelserne konstateres, at det nøgleaflåsede sporskifte S1 stod til kørsel ad afvigende gren (til højre) på trods af at der var indstillet gennemkørselstogvej i spor 2 (hvor sporskiftet lå) – dvs. fra Næstved mod Ringsted. Mellemnøglen i sporskiftets låsehus var blevet drejet (låsning af sporskifte S1) og udtaget selv om sporskiftet stod i stilling til kørsel mod sidesporet.
Dette kunne lade sig gøre fordi låsebøjlen var skæv, så låsepalen kunne skydes ud uden at nå låsebøjlen, der på dette sted ikke havde udskæring til aflåsning.
Mellemnøglen var herefter sat i sporskifte S2 og hovednøglen herfra udtaget og isat og fastholdt i den elektromagnetiske nøglelås. Overfor sikringsanlægget var sporskiftet derfor indikeret som aflåst i rette stilling, der altså bl.a. tillod signalgivning gennem spor 2.
Undersøgelserne pegede på, at sporskiftets låseanordning var blevet beskadiget af en gravemaskine der arbejde ved sporet – før 1. marts 1989. Desuden konkluderedes, at sporskifte S1 var blevet låst og efterladt i en stilling der tillod kørsel til sidesporet.
Uheldet skyldtes således dels fejl ved betjeningen af sporskiftet og dettes aflåsning, en fejl der kun kunne opstå som følge af beskadigelse af låseanordningen på sporskifte S1.
Uheldet medførte ingen personskader.
|  | Denne artikel kan blive bedre, hvis der indsættes geografiske koordinater Denne artikel omhandler et emne, som har en geografisk lokation. Du kan hjælpe ved at indsætte koordinater i wikidata. |